# Stephanie Brown (personaje)
Stephanie Brown (También conocida como Spoiler) es una superheroína ficticia que aparece en los cómics estadounidenses publicados por DC Comics, comúnmente asociada con Batman. El personaje apareció por primera vez en Detective Comics # 647 (junio de 1992) y fue creado por  Chuck Dixon y Tom Lyle.
La hija del criminal Cluemaster, el personaje se originó como un luchador amateur llamado Spoiler. Más tarde, ella se convirtió brevemente en la cuarta Robin y la quinta Batgirl. Desde 2009 hasta 2011, fue la estrella de su propia serie de cómics de Batgirl. En 2014, luego de un relanzamiento en toda la compañía de todos los títulos de DC Comics como The New 52 en 2011, el personaje regresó a la identidad de Spoiler en Batman Eternal, reiniciadola completamente al comienzo de su carrera de lucha contra el crimen. Ella es el único personaje que ha sido Robin y Batgirl en la continuidad de la corriente principal.
Stephanie Brown aparece en la segunda temporada de la serie de Arrowverso Batwoman interpretada por Morgan Kohan. Anna Lore la interpreta en Gotham Knights.

## Historia del personaje
Stephanie Brown es hija de Cluemaster, uno de los criminales de tercera categoría de Ciudad Gótica, y una enfermera titulada llamada Crystal Brown. Su padre pasa la mayor parte de su infancia en la cárcel o lejos de la familia y afirma estar rehabilitado a su regreso a Ciudad Gótica. Stephanie se enfurece cuando descubre que en realidad está volviendo al crimen, esta vez sin dejar atrás sus características pistas. Decide que hay que hacer algo.

### Spoiler
Stephanie Brown se confecciona un disfraz y se hace llamar "la Spoiler" debido a sus intentos de arruinar los planes de su padre. Se entera de dónde se esconde su padre, descubre sus planes y deja pistas para que la policía y Batman puedan detenerlo. Robin (Tim Drake) la rastrea y, después de algunos enfrentamientos breves, ayuda a capturar a Cluemaster. Aunque inicialmente desea matar a su padre, Batman la convence de que permita que lo arresten.
Cada vez que Cluemaster escapa o comienza algún nuevo plan, Stephanie se pone su disfraz nuevamente. Finalmente, decide que le gusta ser una superheroína y comienza a patrullar regularmente como Spoiler. Esto también la lleva a tener contacto regular con Robin, de quien está un poco enamorada. Al principio, Robin piensa en ella como una molestia, pero luego comienza a disfrutar de su compañía. Estaba saliendo con Ariana Dzerchenko en ese momento. Sin embargo, los dos a veces trabajan como socios, y durante un punto en el que Robin y Ariana no podían verse, él y Stephanie se volvieron aún más cercanos. Robin pronto se da cuenta de que sus sentimientos por Stephanie se han convertido en algo más y, después de romper con Ariana, comienza a salir con Stephanie. Desafortunadamente, debido a que Robin necesita mantener el secreto de Batman y sus aliados, Robin no puede revelar su verdadera identidad a Spoiler. Al principio, ella parece feliz con este arreglo.
Stephanie luego descubre que está embarazada de un exnovio que había huido de Ciudad Gótica después del terremoto representado en Batman: Cataclysm. Robin, bajo el alias Alvin Draper, lleva a Stephanie a clases de Lamaze , y los dos se vuelven aún más cercanos. Robin se muda a Keystone City durante los últimos meses de su embarazo, pero él regresa con ella cuando está dando a luz. Con la ayuda de Robin, ella puede hacer frente a la decisión de poner a su hijo en adopción. Aunque es una experiencia dolorosa, siente que es mejor darle a su hija la oportunidad de una vida mejor.
Poco después, el padre de Robin lo envía a un internado y la pareja se ve obligada a mantener una relación a distancia, que se complica aún más por el hecho de que Stephanie todavía no sabe su verdadero nombre. Durante su tiempo fuera, Robin se hace amigo de una chica llamada Star. Una noche, después de verla entrar en un callejón con algunas personas de aspecto sospechoso, Robin decide seguirla disfrazado. Se encuentra con Stephanie, también de patrulla, y ella lo sigue mientras él rastrea a Star hasta una reunión de pandillas que estalla en un violento tiroteo. Él salva a Star, pero Stephanie está convencida de que la está engañando y se niega a verlo después.
Poco después de esto, Robin desaparece de Gotham durante varios días, porque se encuentra en el Tíbet en una misión secreta. En su ausencia, Spoiler se da cuenta de que todavía quiere estar con él. Batman se acerca a Spoiler para tratar de descubrir el paradero de Tim, y luego se ofrece a entrenarla. También le dice el verdadero nombre de Robin, y esta traición por parte de Batman abre una brecha entre los dos. Spoiler comienza a entrenar con Batman, Batgirl y, brevemente, con las Aves de Presa.
Stephanie y Tim, como ella lo conoce ahora, se reconcilian. Incluso después de que Batman, habiendo decidido que ella no tenía material para luchar contra el crimen, le dice que cuelgue su disfraz y que las Aves de Presa dejen de ser sus mentoras, ella todavía patrulla en secreto, además de tener citas ocasionales con Robin en sus identidades civiles.Cuando el gobierno de los EE. UU. acude a Stephanie y su madre y le dice que Cluemaster había muerto mientras trabajaba para el Escuadrón Suicida, Stephanie se sorprende. Ella corta temporalmente los lazos con Tim y se lanza a una ola de justicieros, persiguiendo a Riddler, el antiguo socio de su padre, para tratar de tener una mejor idea de quién había sido en vida. Finalmente, hace las paces con su memoria y ella y Tim reavivan su relación.
Stephanie resulta herida más tarde durante la batalla de Tim con el asesino ocultista Johnny Warlock, rompiéndose la pierna. En un ataque de ira, Tim aparentemente golpea a Warlock hasta matarlo (aunque luego resucitaría mágicamente), lo que lo envía a una profunda y enojada depresión. Se niega a hablar con Stephanie, a quien culpa por haber matado a Warlock.

### Robin
Stephanie Brown saca a Tim Drake de su depresión justo cuando su padre Jack Drake descubre que es Robin. Después de la muerte de Warlock, el padre de Tim le ordena que cuelgue su capa, y Tim se ve obligado a vivir una vida normal por un tiempo. Un día después de la escuela, Stephanie intenta sorprender a Tim con una visita. Sin embargo, cuando llega, atrapa a una compañera de clase, Darla Aquista, que intenta seducirlo. Suponiendo que Tim le está siendo infiel, rompe los lazos con Tim y decide enojada poner su atención en otra parte. Creando un disfraz casero de Robin, Stephanie se cuela en la Baticueva y exige que Batman la entrene como la nueva Robin. Batman la acepta de mala gana como la nueva Robin, la somete a varios meses de entrenamiento intensivo y le hace un disfraz mejor con aproximadamente el mismo diseño que el de Tim. Como Robin, patrulla con Batman, pero él piensa que no es lo suficientemente hábil para reemplazar a Tim. Batman luego la despide después de que ella lo desobedece en el campo.
En un esfuerzo por demostrar su valía a Batman, Stephanie roba uno de sus planes a largo plazo para lidiar con la totalidad del submundo criminal de Gotham, organizando una reunión para reunirlos a todos. Dado que este plan se basa en la participación de "Matches Malone", quien, sin que ella lo sepa, es un personaje que Batman usa para infiltrarse en el submundo, rápidamente se sale de control. El resultado es una guerra de pandillas en toda la ciudad en la que Stephanie es capturada por Máscara Negra. Máscara Negra la tortura extensamente para obtener información sobre Batman, así como para obtener suficiente información para permitirle tomar el control del plan de Batman y asumir el mando de las pandillas él mismo. Aunque escapa y se dirige a un hospital, resulta gravemente herida y supuestamente muere en una cama de hospital mientras Batman se sienta a su lado.
Batman luego encuentra evidencia de que la doctora Leslie Thompkins le negó un tratamiento médico vital que podría haber salvado la vida de Stephanie. Cuando Batman confronta a la doctora, Thompkins afirma que ella retuvo deliberadamente dicho tratamiento para enviar una advertencia a cualquier joven de Gotham que tenga la intención de seguir el ejemplo de Stephanie.

### Apariciones posteriores
Desde su muerte, Spoiler ha aparecido dos veces en las series de Batgirl. La primera vez, en Batgirl n.º 62, Cassandra Cain se la encontró durante una experiencia cercana con la muerte. En Batgirl n.º 72-73 ella aparece de nuevo en la muerte de Cassandra por la pérdida de sangre. 
Después de que Cassandra murió, el "fantasma" de Stephanie le informó a Cassandra de su verdadero linaje y de la destrucción de Blüdhaven (la madre de Cassandra, Lady Shiva resucitaría a Cassandra después vía el Pozo de Lázaro).

### Un año después
Un año después de la Crisis Infinita, Tim Drake hizo un marco conmemorativo que contiene el traje de Stephanie como Spoiler en su base subterránea de la Torre de los Titanes.

### Regreso
En los eventos ocurridos en Batman: El regreso de Ra's al Ghul, Tim Drake en su identidad de Robin persigue a una ladrona llamada Violet y, en su búsqueda, encuentra a una joven vestida como Spoiler. Spoiler trata de advertirle a Robin que Violet le llevó a una emboscada pero Tim la ignora creyendo que era un engaño y cae en la trampa.
Spoiler trata de rescatar a Robin, pero esta vez lo llama por su nombre. Tim, confundido, le ordena que deje de fingir y que le muestre quién es. Spoiler se quita la máscara y resulta ser Stephanie. Ella le explica a Robin que su muerte fue sólo una farsa que perpetró con Leslie a fin de que los villanos (y en especial Máscara Negra) creyeran que murió para evitar que se revelara su identidad. También revela que durante ese tiempo vivió junto a Leslie en África bajo un alias.

### La nueva Batgirl
Luego de varios sucesos ocurridos en Batman RIP (que provocaron, entre otras cosas, la separación de Tim y Stephanie) Stephanie Brown logra graduarse de la preparatoria e iniciar sus estudios en la Universidad. Por otro lado, Cassandra Cain ha entrado en un estado de desilusión y depresión producidos por la aparente muerte de Bruce, por lo que decide renunciar al manto de Batgirl y cederlo a su amiga Stephanie.

### New 52
En New52, su origen es ligeramente diferente, ella desconoce sobre la vida de supervillano de su padre y acaba en problemas al descubrirlo, tras comenzar sus pasos como "Spoiler" pararle una trampa a su padre esta en búsqueda y captura, mientras sigue al tanto de los planes de su padre.. Ella jugó un papel decisivo al salvar a Batman de Lincoln Match (Owlman), tirándole un bote de pintura y golpeándolo, instantes después James Gordon y la Batfamilia rodearon a este y Owlman huyó del lugar.. Ella empezó a vivir en el mismo apartamento que Bluebird y su hermano.
En Catwoman y Batgirl, posteriormente ella fue entrenada por la Catwoman Eiko al ser rechazada por Selina Kyle, durante este tiempo conoció a Batgirl y se embarcó en una aventura con ella...Aunque descubrió los planes de su jefa y los asesinatos que planeaban y la huida de esta de Gotham.. Posteriormente los miembros de la familia Hasigawa empezaron a buscarla con intención de matarla, fracasando varias veces ya que ella se anticipaba a sus enemigos o los derrotaba, contratando un asesino experto, con la ayuda de batgirl pudo vencerlo, luego batgirl amenazó a sus perseguidores para que la dejaran en paz.
Mientras Batgirl sufre problemas con su mente, Spoiler, Bluebird, Black Canary y Frankie forman un equipo con ella para poder ayudarla a derrotar su enemigo.
En Batman Robin Eternal, por primera vez Stephanie accede a la batcueva poco después de conocer a Dick Grayson, también conoce a Cassandra Cain por primera vez, ella participa con miembros de la Batfamily luchando con los orphan alrededor del mundo.
En Rise of the Batmen, Spoiler es oficialmente parte de la Batfamily, formando equipo con Batman, Red Robin (Tim Drake), Batwoman (Kate Kane, quien es prima de Bruce Wayne), Orphan (Cassandra Cain) y Clayface. Todos ellos observados por un enemigo, que resultó ser el padre de Batwoman, quien controlaba un escuadrón de soldados conocidos como la Colonia, los cuales atacaron a la Batfamily y en el proceso mataron a Red Robin quien era su novio en ese entonces.

## Poderes y habilidades
Como la mayoría de la familia Batman, Stephanie Brown no tiene poderes sobrehumanos. Ha sido entrenada extensivamente por Batgirl, Batman y Birds of Prey en artes marciales, acrobacias, entrenamiento de fuerza, interrogación y habilidades de detective. Ella lleva un cinturón similar al utilizado por otros vigilantes de Gotham que contienen un gancho de agarre, dispositivos de rastreo y varias otras parafernalia de lucha contra el crimen . Durante el metro de Gotham, el Pingüino le dio un dispositivo desconocido que le permitió volverse completamente invisible. Según Tim Drake, esta "habilidad" se logró a través de la tecnología robada. Según Batgirl, el escritor Bryan Q. Miller, la habilidad de volverse invisible no se ha incorporado al disfraz de Stephanie Batgirl.
Después de que Stephanie adquirió la identidad de Batgirl, Barbara Gordon diseñó un nuevo disfraz para Stephanie más en línea con el resto de la familia Bat. Está equipado con kevlar y polímero reforzado con fibra de carbono para proteger contraataques balísticos, de llamas y eléctricos. El Batitraje de Stephanie también lleva un relé inalámbrico dentro de la capucha, lo que le permite mantenerse en contacto con Barbara. El traje también permite a Barbara controlar los signos vitales de Stephanie. Stephanie ahora también usa un bastón plegable, similar al que usa Tim Drake; se da a entender que Cassandra Cain la había entrenado para usarla antes de asumir el manto de Batgirl.

## Otras versiones
- En la línea de tiempo alternativa de World Without Young Justice, Stephanie era Robin en lugar de Tim Drake.
- Una versión infantil de Stephanie aparece en Tiny Titans. Ella es una amiga cercana de Cassandra Cain y Barbara Gordon.
- Stephanie aparece en un número de The All-New Batman: The Brave and the Bold, donde el Phantom Stranger convoca a todos los Robins (incluidos Dick Grayson, Tim Drake, Jason Todd, Damian Wayne y Carrie Kelley) para salvar a Batman. Durante el asunto, Tim pone brevemente su mano en su hombro para consolarla, como un guiño a su relación cómica. Nightwing nota que es testaruda y cree que Tim puede equilibrarla. Al final del cómic, Madame Xanadu muestra a Stranger un equipo similar de Batgirls de todas las épocas, incluidas Stephanie, Cassandra, Barbara y Bette Kane.[6]
- Como parte del evento de participación de The New 52: Futures End September, Stephanie, junto con Cassandra Cain y Tiffany Fox, forma parte de "The League of Batgirls" bajo el liderazgo de Barbara Gordon (a cargo de "Bete Noir") en The New 52: Future's End: Batgirl # 1. Ella habla con el diálogo rápido en su título de Batgirl, y usa un "gooperang", una de sus armas de marca registrada en esa carrera.
- En el último número de la serie de universo alternativo DC Bombshells United, Catwoman le cuenta a Bruce Wayne sobre una chica morada que arruina los mejores planes de ladrones y villanos en Gotham.

## En otros medios

### Televisión
- Stephanie Brown hizo su debut animado en Young Justice: Invasion, con la voz de Mae Whitman. En el episodio "Before the Dawn", fue una civil secuestrada por Tigresa de los Reach, pero fue rescatada por el equipo a bordo de su nave. Stephanie Brown aparece como Spoiler en Young Justice: Outsiders.
- Morgan Kohan aparece como Stephanie Brown en la segunda temporada de Batwoman con su episodio debut "I'll Give You A Clue".[7] Esto marca la primera aparición de acción real del personaje. Esta versión del personaje también incorpora elementos de Barbara Gordon. Hace cinco años, Stephanie envió un aviso anónimo a la entonces agente novata de los Crows, Sophie Moore, quien detuvo a Cluemaster. Para prepararse para uno de sus desafíos de pistas para Sophie, Cluemaster escribió criptogramas en el pecho, los hombros y los brazos de Stephanie y la colocó en una caja que solo se puede abrir con los objetivos alcanzados en un cierto orden con el antídoto para el veneno cercano en ella. Cuando fue liberada, Sophie Moore reclutó a Luke Fox para que le tradujera el criptograma. Stephanie más tarde noqueó a Luke y fue a enfrentarse a su padre. Cuando estaba fuera de la antigua casa de Cluemaster, Stephanie admitió que ella fue la que le avisó a Sophie Moore hace 5 años, lo que provocó que Cluemaster usara gas noqueador con ella. Con Stephanie en el auto con él, Cluemaster comenzó a llenarlo de gasolina cuando Luke aparece donde rompe la ventana.
- Stephanie Brown aparece en una fotografía en el episodio de Titanes, "Barbara Gordon" como una de las posibles candidatas a Robin de Dick Grayson.
- Stephanie Brown aparece en Gotham Knights, interpretada por Anna Lore.[8] Esta versión es la mejor amiga del hijo adoptivo de Bruce Wayne y el personaje original de la serie, Turner Hayes. Mientras tienen una rivalidad con Harper Row, ellas terminan desarrollando una relación romántica en el episodio "Daddy Issues".
- Stephanie Brown como Spoiler aparece en el episodio de Kite Man: Hell Yeah!, "Pilot, Hell Yeah!", con la voz de Stephanie Hsu. Esta versión es una aliada del Detective Chimp.
- Stephanie Brown, acreditada como "Stephie", hace un cameo en el episodio de Batman: Caped Crusader, "Nocturne", con la voz de Amari McCoy. Esta versión es una huérfana que está bajo el cuidado de Leslie Thompkins.

### Película
- En Batman Beyond: Return of the Joker, un Tim Drake mayor está casado con una mujer rubia sin nombre que viste de negro y morado, que algunos de los cineastas afirman que se suponía que era Stephanie.

### Videojuegos
- Las piezas de Lego se pueden desbloquear para crear Spoiler en la función de creación de personajes de Lego Batman: el videojuego después de obtener todos los mini-kits en los capítulos de villanos.
- Spoiler aparece a través de DLC en Lego Batman 3: Beyond Gotham.